# Poliopastea albitarsia
Poliopastea albitarsia är en fjärilsart som beskrevs av George Francis Hampson 1898. Poliopastea albitarsia ingår i släktet Poliopastea och familjen björnspinnare. Inga underarter finns listade i Catalogue of Life.